# Život je život
Život je život je český film režiséra Milana Cieslara. Ústřední manželský pár hrají Ondřej Vetchý a Simona Stašová, v dalších rolích se představili např. Tereza Voříšková, Marek Taclík, Miroslav Táborský, Barbora Poláková, Kristína Peláková, Rostislav Novák.
Režisér již podle scénáře Martina Horského natočil film Láska je láska (2012), kde Vetchý se Stašovou také hráli manžele.

## Recenze
- František Fuka, FFFilm
- Mirka Spáčilová, iDNES.cz
- Rimsy, MovieZone.cz